# 隐士别墅
隐士别墅（Villa Solitaria）是苏格兰作家康普顿·麦肯齐（Compton Mackenzie）在意大利卡普里岛的住所。苏格兰音乐评论家和作曲家塞西尔·格雷（Cecil Gray）也曾住在这里。 它是由建筑师埃德温·赛利奥建于20世纪早期。